# Славкувская республика

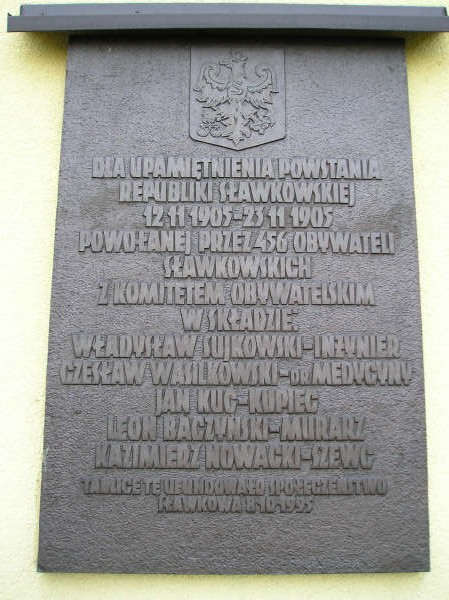
Мемориальная доска в честь Славкувской республики

Славкувская республика (пол. Republika Sławkowska) — самоуправление, установленное жителями города Славкув 12 ноября 1905 г. во время Первой русской революции. Просуществовало до 23 ноября того же года.